# Borka Avramova
Borka Avramova (ur. 9 października 1924 w Tetowie, zm. 25 marca 1993 w Zagrzebiu) – chorwacka rzeźbiarka.

## Życiorys
W 1944 ukończyła gimnazjum w Skopju, a w 1953 rzeźbiarstwo w akademii w Zagrzebiu, 1960-1963 współpracowała z Frane Kršiniciem. Tworzyła portrety odważnych stylizacji z cechami psychologicznymi (m.in. Portret D. Ivaniševicia, 1962). Swoje dzieła wystawiała m.in. na Międzynarodowej Wystawie Grafiki i Rzeźby w Carrara (1958), na wystawie indywidualnej w Skopju (1954) i czterokrotnie na wystawie indywidualnej w Belgradzie.